# Portfolio-analyse
De portfolio-analyse wordt in de marketing gebruikt bij beslissingen over investeringen in product-marktcombinaties, het portfolio, waarin de organisatie actief is. De organisatie kan zowel een bedrijf als een non-profitinstelling zijn. Uitgaven voor onderzoek en ontwikkeling kunnen ook als investeringen in een portfolio worden gezien. Een portfolioanalyse geeft inzicht in de mate van de surpluswinst: hoe groot is de bijdrage van de product-marktcombinatie aan de continuïteit van de organisatie. Het doel is een mix van product-marktcombinaties die op korte en op langere termijn in balans is. De portfolio-analyse ondersteunt beslissingen die hiervoor moeten worden genomen. 
Verschillende product-marktcombinaties worden in een matrix weergegeven, met op een as de verschillende markten en deelmarkten waarop de organisatie actief is en op de andere as de producten die de organisatie biedt. Elk van de vakken van de matrix vormen een combinatie van een product met een markt. De marktpositie wordt voor iedere combinatie ingevuld: de verwachte kasstroom van de product-marktcombinatie voor de organisatie. Een organisatie zal een goede mix van product-marktcombinaties moeten hebben, zowel producten in opkomst, als producten waaraan goed wordt verdiend.
Er bestaan verschillende portfoliomodellen, maar de BCG-matrix en de General Electric-matrix zijn de bekendste.